# Kisszurdok (Bihar megye)
Kisszurdok (Surducel), település Romániában, a Partiumban, Bihar megyében.

## Fekvése
Vércsorog mellett fekvő település.

## Története
Kisszurdok korábban Vércsorog része volt, 1956-ban vált önálló településsé 81 lakossal.
A 2002-es népszámláláskor 27 román görögkeleti ortodox lakosa volt.